# Ademira
Ademira est un opera seria en trois actes, du compositeur italien, Andrea Luchesi, sur un livret de Ferdinando Moretti. C'est le seul opera seria, écrit par le compositeur vénitien. L'œuvre lui est commandée, lors de unique congé d'avril 1783 à mai 1784, de sa charge de maître de chapelle à la cour de l'électeur de Bonn. L'opéra est composé pour célébrer la présence à Venise de Gustave III, roi de Suède.

## Histoire
Bien que l'œuvre soit bien reçu à Venise, Andrea Luchesi ne l'a jamais produite en Allemagne, après son retour, se limitant à remanier certaines pages — notamment l'ouverture — dans la « Cantata per l'elezione di Max Franz ad Arcivescovo di Colonia » l'année suivante, jouée à la chapelle de Bonn, alors que le jeune Beethoven y jouait de l'alto. 
L'hymne Cantemus Domino du compositeur vénitien s'appuie également sur la musique de l'opéra, plus précisément, le chœur initial de l'acte I. Cependant, il est difficile d'établir leur chronologie précise ; sans doute les deux œuvres sont-elles contemporaines.
Le livret de Ferdinando Moretti est repris en 1789, dans une production de Pietro Guglielmi (1728–1804) à Naples.
Structuré dans les traditionnels trois actes, l'opéra est parvenu jusqu'à nous, par une copie incomplète et non signée, conservée à Lisbonne. En 2006, sont montées deux productions différentes par deux festivals baroques. 

## Rôles
- Alarico, roi des Goths (baryton-basse)
- Ademira, sa fille (soprano)
- Flavio Valente, l'empereur (ténor)
- Auge, confidente d'Ademira, neveu d'Eutarco (mezzo-soprano)
- Eutarco, ambassadeur des Goths
- Anicio, tribun militaire et confident de l'empereur

## Discographie
- L'ouverture, sur Orchestra Barocca di Cremona, dir. Giovanni Battista Columbro (2004, Tactus TC 741200)
- L'ouverture, sur Orchestra da Camera Ferruccio Busoni, dir. Massimo Belli (5-6 janvier 2015, SACD Concerto CD 2079) (OCLC 911496409) — sur un disque regroupant plusieurs ouvertures des opéras de Luchesi.